# والدن دو
والدن دو (به انگلیسی: Walden Two) یک رمان آرمان‌شهری نوشتهٔ روان‌شناس رفتارگرا بی‌اف اسکینر است که در سال ۱۹۴۸ منتشر شد. این رمان در زمان خودش نمونه‌ای از ادبیات علمی‌تخیلی به‌شمار می‌رود؛ چراکه روش‌های علمی موردبحث در این کتاب برای تغییر رفتار انسان‌ها در زمان نگارش هنوز وجود نداشتند. این روش‌ها اکنون به‌عنوان تحلیل رفتار کاربردی شناخته می‌شوند. عنوان این رمان به کتاب والدن نوشتهٔ هنری دیوید ثورو اشاره دارد.
این کتاب با عنوان آرمانشهر اسکینر (والدن دو) به فارسی ترجمه شده است.
والدن دو رمان بحث‌آفرینی شد؛ چراکه شخصیت‌های این رمان آزادی عمل را مردود می‌شمرند و این تصور را که رفتار انسانی به وسیلهٔ عاملی غیرمادی مثل روح تعیین می‌شود رد می‌کنند. والدن دو حول این مفهوم روایت می‌شود که رفتار تمام موجودات زنده، از جمله انسان‌ها، توسط متغییرهای محیطی تعیین می‌شود و تغییر نظام‌مند این متغیرهای محیطی می‌تواند باعث ایجاد دستگاه اجتماعی-فرهنگی خاصی شود که به مفهوم آرمان‌شهر نزدیکی بسیاری دارد.